# Fábrica de loza de Galizano

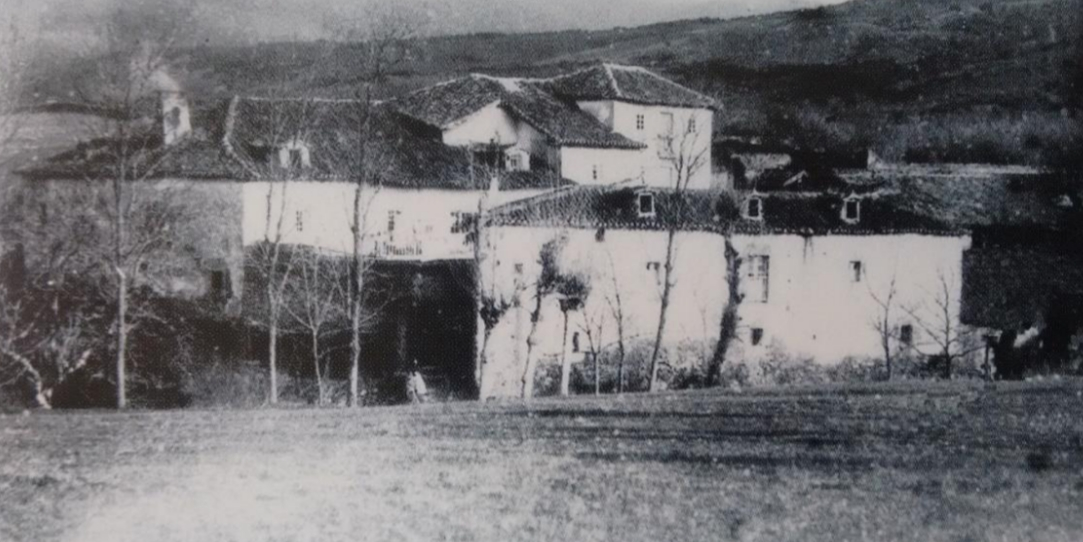
La fábrica hacia 1870.

La fábrica de loza de Galizano fue un complejo fabril dedicado a la elaboración de productos de loza "a la cortesana", fundado en la localidad cántabra de Galizano (municipio de Ribamontán al Mar), hacia 1806/1807, y desaparecido a finales de ese mismo siglo.

## Historia
La empresa de Galizano, ya citada por Madoz en su magna obra Diccionario geográfico-estadístico-histórico (1846-1850),
fue uno de los varios emporios fabriles dedicados a la loza fina que nacieron con la Ilustración en la cornisa del Norte español.
Su impulsor y director fue el empresario español Manuel de la Llama Fernández, que la instaló en una finca junto a la ría de Galizano (entonces conocida como ría de Canedo). Allí, además de su residencia o casa-fábrica, montó inicialmente dos hornos y construyó un pequeño puerto para cargar la mercancía en lanchones y distribuirla por el litoral. Las arcillas procedían de las riberas del vecino río Herreros de Cuesta Negra y del regato de Santa Catalina. En 1820 funcionaban ya cinco tornos, «trabajando con cincuenta moldes de diversos tamaños para diferentes figuras», y dando empleo a «cinco operarios ocho meses al año».
No se conocen las causas de la paralización y abandono. Algunos expertos avisan de la fácil confusión de su producción con la de otras talaveras o “lozas a la valenciana”, o incluso con cerámicas de mayor abolengo como las de Muel, Talavera o Manises.

### Características
Por el material conservado parece que la pieza más común era la jarra, fabricada en tres tipos y con varios tamaños en cada uno de ellos. Las piezas de estas vajillas, eran blancas, con base estannífera y decoradas a mano con «tonos azules, cobaltos y una paleta de colores que incluye el negro, amarillo, rosa y verde». Las más ‘ordinarias’ eran jarras esbeltas con un asa curva que parte de la boca hasta la panza, de base plana en forma de pie de copa y un pronunciado pico vertedor; más curiosas parecen las “jarrillas” de apenas 14 centímetros, pie alto, panza globos y rematadas por un cuello corto y exvasado al final; en éstas la decoración variaba los motivos vegetales por unas sencillas líneas paralelas y onduladas en azul cobalto y manganeso. Hasta la muerte del empresario-director en 1819, se decoró casi siempre con esponjado, pasándose luego al pincel.
En los últimos años se amplió la paleta de colores y se fabricaron también baldosas de estilo neoclásico para suelo y pared.